# Parapallene bermudensis
Parapallene bermudensis is een zeespin uit de familie Callipallenidae. De soort behoort tot het geslacht Parapallene. Parapallene bermudensis werd in 1949 voor het eerst wetenschappelijk beschreven door Lebour. 